# Tikhinella
Tikhinella es un género de foraminífero bentónico de la familia Earlandinitidae, de la superfamilia Nodosinelloidea, del suborden Fusulinina y del orden Fusulinida. Su especie tipo es Tikhinella measpis. Su rango cronoestratigráfico abarca el Frasniense (Devónico superior).

## Clasificación
Tikhinella incluye a las siguientes especies:
- Tikhinella cannula †
- Tikhinella fringa †
- Tikhinella measpis †
- Tikhinella multiformis †
- Tikhinella pirula †